# Tâm lý học
Tâm lý học (tiếng Anh: psychology) là ngành khoa học nghiên cứu về  tâm trí và hành vi, tìm hiểu về các hiện tượng ý thức và vô thức, cũng như cảm xúc và tư duy. Đây là một bộ môn học thuật với quy mô nghiên cứu rất sâu rộng.
Các nhà tâm lý học tìm hiểu về những tính chất rõ nét của não bộ và những hiện tượng đa dạng liên kết với những tính chất trên. Ở phương diện y sinh này, tâm lý học gắn bó chặt chẽ và là một phần của khoa học thần kinh. Từ phương diện khoa học xã hội, tâm lý học tìm hiểu về các cá nhân và cộng đồng bằng cách thiết lập những nguyên tắc chung và nghiên cứu những trường hợp đặc trưng.
Trong lĩnh vực này, người có chuyên môn ứng dụng hoặc nghiên cứu lý thuyết được gọi là nhà tâm lý học, hoặc có thể được phân loại thành nhà nghiên cứu xã hội, nhà nghiên cứu hành vi hay nhà nghiên cứu nhận thức. Nhiệm vụ của nhà tâm lý học là tìm hiểu vai trò của chức năng tâm thần (mental functions) trong hành vi cá nhân hay hành vi xã hội, cùng với việc khám phá những quy trình sinh học thần kinh và sinh lý, là cơ sở của chức năng nhận thức và hành vi.
Nhà tâm lý học khám phá các quy trình tâm thần và hành vi, bao gồm những khái niệm như tri giác, nhận thức, chú ý, cảm xúc, trí tuệ, trải nghiệm chủ quan, động cơ, chức năng não, và nhân cách; mở rộng ra những lĩnh vực về giao tiếp con người như mối quan hệ cá nhân, bao gồm bình tâm năng, gia tâm năng và những khái niệm có liên quan khác. Các trạng thái và hoạt động của tâm trí vô thức cũng được nghiên cứu và xem xét trong tâm lý học. Nhà tâm lý học sử dụng các phương thức nghiên cứu kinh nghiệm để diễn giải mối quan hệ nhân quả và tương quan giữa những yếu tố tâm lý - xã hội. Ngoài việc sử dụng các phương pháp nghiên cứu kinh nghiệm và suy diễn, một số nhà tâm lý học - nhất là các nhà tâm lý học lâm sàng và tham vấn - đôi khi cũng dựa vào thông diễn học và các phương pháp quy nạp khác. Tâm lý học được miêu tả như một ngành"khoa học trung tâm", với những khám phá trong ngành có ảnh hưởng đến những nghiên cứu và quan điểm của những bộ môn như khoa học xã hội, khoa học thần kinh, và y học.
Bên cạnh việc những kiến thức tâm lý học thường được ứng dụng vào việc đánh giá tâm lý và trị liệu cho các vấn đề về sức khỏe tâm thần, nó còn trực tiếp hỗ trợ cho việc nắm bắt và xử lý những vấn đề thuộc về hành vi và hoạt động của con người. Dưới nhiều góc nhìn khác nhau, tâm lý học có mục đích cuối cùng là mang lại ích lợi cho xã hội. Phần đông những nhà tâm lý học có liên quan đến vai trò trị liệu, điều trị lâm sàng, tham vấn hoặc làm việc trong trường học. Nhiều người khác thực hiện nghiên cứu khoa học về nhiều chủ đề có liên quan đến quy trình tâm thần và hành vi, thường làm việc trong những khoa tâm lý học trực thuộc các trường đại học, hoặc làm công tác giảng dạy và đào tạo tại các môi trường học thuật khác (như trường y hay bệnh viện). Một số làm về tâm lý học nghề nghiệp trong các tổ chức, công ty; hoặc trong những lĩnh vực khác như tâm lý học phát triển và lão hóa, tâm lý trong thể thao, tâm lý trong y học cộng đồng, tâm lý trong truyền thông đại chúng, tâm lý trong lĩnh vực pháp y.
Tư vấn tâm lý thường được nhầm lẫn với tâm lý học lâm sàng vì chúng khá giống nhau. Mặc dù hai lĩnh vực này có một số điểm tương đồng, nhưng chúng là hai chuyên ngành hoàn toàn khác biệt. Tư vấn tâm lý chủ yếu tập trung giúp đỡ những người khoẻ mạnh về mặt tâm lý và cảm xúc. Trong khi đó, tâm lý học lâm sàng quan tâm nhiều hơn đến việc điều trị và phòng ngừa các vấn đề sức khỏe tâm thần nghiêm trọng hơn (đa nhân cách, tâm thần phân liệt, rối loạn sau sang chấn).

## Từ nguyên và định nghĩa
Từ psychology ("tâm lý học") có nguồn gốc từ chữ Hy Lạp cổ nghĩa là "sự học về tâm hồn" ("study of the psyche or soul"), ghép lại từ chữ psychē (ψυχή) có nghĩa là "tâm hồn"("breath, spirit, soul"), và hậu tố -logia (λογία) có nghĩa là "học" hay "nghiên cứu"("study of", "research"). Từ Latin hiện đại psychologia lần đầu tiên được sử dụng bởi nhà thơ Latin và nhà nhân đạo học người Croatia Marko Marulić trong một khái luận tiếng Latin tên Psichiologia de ratione animae humanae vào cuối thế kỷ XV hoặc đầu thế kỷ XVI. Bản thân khái luận này không còn được lưu giữ, nhưng tiêu đề của nó xuất hiện trong danh sách những tác phẩm của Marulić tổng hợp bởi  Franjo Bozicevic-Natalis trong tác phẩm"Vita Marci Maruli Spalatensis".
Tham chiếu từ điển sớm nhất về từ psychology trong tiếng Anh là bởi Steven Blankaart vào năm 1694 trong từ điển The Physical Dictionary như sau: "Giải phẫu học, nghiên cứu về cơ thể và Tâm lý học, nghiên cứu về linh hồn" ("Anatomy, which treats the Body, and Psychology, which treats of the Soul").
Năm 1890, William James định nghĩa psychology ("tâm lý học") là "khoa học về đời sống tâm thần, bao gồm cả những hiện tượng và trạng thái của nó". Định nghĩa này được chấp nhận rộng rãi trong nhiều thập niên. Nhưng nó cũng bị phản bác, đáng chú ý nhất là từ những nhà hành vi học cực đoan như John B. Watson, trong một tuyên bố của ông vào 1913, định nghĩa bộ môn tâm lý học là một bộ môn thu thập các thông tin hữu ích nhằm mục tiêu kiểm soát hành vi. Ngoài ra, từ thời định nghĩa của James, thuật ngữ này thường có ý bao hàm tính kỹ thuật trong thí nghiệm khoa học. Trong khi đó, tâm lý học bình dân thường dùng để chỉ hiểu biết về tâm lý của đại chúng, phân biệt với hiểu biết của nhà tâm lý học.

## Lịch sử

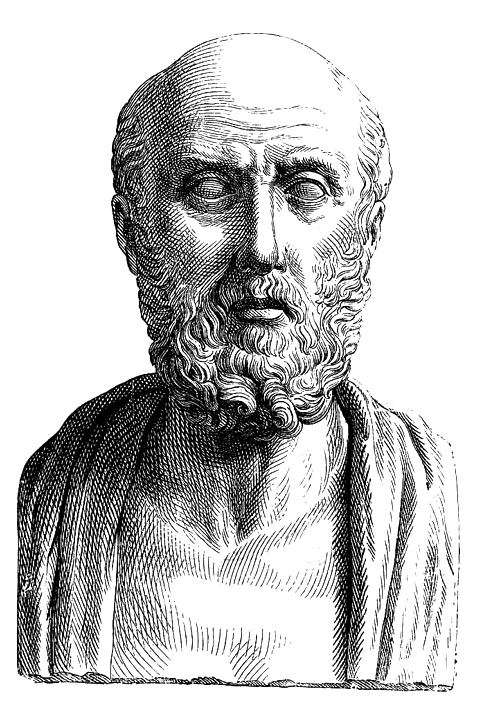
Tượng điêu khắc chân dung thế kỷ XIX thể hiện hình ảnh được đồng thuận của thầy thuốc người Hy Lạp cổ đại Hippocrates của đảo Cos

### Hiểu biết tâm lý cổ đại
Các nền văn minh cổ đại như Ai Cập, Hy Lạp, Trung Quốc, Ấn Độ và Ba Tư đều có nghiên cứu ở tầm triết học về tâm lý học. Ở Ai Cập cổ đại, sách Ebers Papyrus đã nhắc đến chứng trầm cảm và rối loạn tư duy. Các nhà sử học cho rằng các triết gia La Mã, bao gồm Thales, Plato, và Aristotle (đặc biệt là trong luận thuyết Bàn về Linh Hồn De Anima của ông), đều đề cập đến cách thức hoạt động của trí óc. Từ thế kỷ IV TCN, thầy thuốc người Hy Lạp cổ đại Hippocrates đã cho rằng rằng bệnh tâm thần có nguyên do sinh lý chứ không phải tâm linh.
Ở Trung Quốc, hiểu biết về tâm lý học được phát triển trong các công trình triết học của Lão Tử và Khổng Tử, và sau này từ các học thuyết của Phật giáo. Các kiến thức này phát triển từ quan sát và nội quan, cũng như các kỹ thuật tư duy sâu. Tư tưởng chung là cho rằng vũ trụ bao gồm, và là kết quả của sự tương tác giữa, thế giới vật chất và thế giới tinh thần, trong đó nhấn mạnh vào việc thanh lọc tâm hồn để tăng cường đức hạnh và năng lực. Tác phẩm cổ đại Hoàng Đế Nội Kinh xác định não bộ là mối liên hệ giữa trí tuệ và cảm giác, bao gồm những giả thuyết rằng nhân cách được dựa trên sự cân bằng âm - dương, và từ đó phân tích bệnh tâm thần dựa trên sự mất cân bằng sinh lý và xã hội. Giới học thuật Trung Quốc tập trung vào não bộ có bước phát triển tiếp theo vào thời nhà Thanh với các công trình của học giả được đào tạo từ phương Tây như Phương Dĩ Trí (1611–1671), Lưu Chí (1660–1730), và Vương Thanh Nhân (1768–1831). Vương Thanh Nhân nhấn mạnh tầm quan trọng của não bộ như là trung tâm của hệ thống thần kinh, đề ra mối liên kết giữa bệnh tâm thần với các bệnh về não, nghiên cứu các nguyên nhân gây nên giấc mơ và chứng mất ngủ, và phát triển một lý thuyết về sự chuyên biệt hóa của chức năng não trên bán cầu đại não.
Phân biệt về các loại nhận thức khác nhau cũng đã xuất hiện trong các tư tưởng cổ đại ở Ấn Độ, dưới ảnh hưởng của đạo Hindu. Tư tưởng chủ đạo của Áo Nghĩa Thư là sự phân biệt giữa bản ngã trần tục tạm thời của một người và linh hồn bất biến vĩnh cửu của họ. Các học thuyết đạo Hindu khác, và đạo Phật, có những bất đồng về cấu trúc bản ngã này, nhưng đều nhấn mạnh vào tầm quan trọng của việc đạt đến cảnh giới nhận thức cao hơn. Yoga là một tập hợp các kỹ thuật được dùng để theo đuổi mục đích này. Phần lớn các tập văn tiếng Phạn đã bị trấn áp dưới ảnh hưởng thời công ty Đông Ấn Anh và sau đó là thời Raj thuộc Anh vào thế kỷ XIX. Tuy nhiên, các học thuyết Ấn Độ vẫn ảnh hưởng tư tưởng phương Tây thông qua hội Thông Thiên, một tổ chức thời đại mới phổ biến trong giới tri thức Âu - Mỹ.
Tâm lý học là một chủ đề phổ biến trong thời kỳ Khai sáng ở châu Âu. Tại Đức, Gottfried Wilhelm Leibniz (1646–1716) đã áp dụng các nguyên lý giải tích của ông cho trí não, chủ yếu cho rằng các hoạt động tâm thần diễn ra trên một trục liên tục không thể bị chia nhỏ, và rằng trong số vô số nhận thức và ham muốn của con người, sự khác biệt giữa nhận biết có ý thức và nhận biết vô thức là rất nhỏ. Christian Wolff xác định tâm lý học là một môn khoa học riêng, viết tác phẩm Psychologia empirica năm 1732 và Psychologia rationalis năm 1734. Tư tưởng này tiếp tục được phát triển bởi Immanuel Kant, người đã đề ra ý tưởng về ngành nhân chủng học, với tâm lý học là một nhánh quan trọng trong đó. Tuy nhiên, Kant dứt khoát phản đối ý tưởng về tâm lý học dựa trên thí nghiệm, viết rằng"học thuyết kinh nghiệm về tâm hồn không bao giờ có thể đạt tới [những bộ môn như] hóa học kể cả chỉ như là một nghệ thuật phân tích có hệ thống hay là một học thuyết dựa trên thí nghiệm [khoa học]; vì trong nó tính đa chiều của nội quan có thể bị phân tách chỉ bởi sự phân tách ý niệm [mất tập trung], và không thể bị giữ ở trạng thái độc lập và tái hợp lại theo ý muốn [của người thí nghiệm] được (nhưng dù là vậy cũng không có nhiều chủ thể tư duy chịu để bị thí nghiệm cho phù hợp với mục đích của chúng ta) và kể cả sự quan sát [tâm lý] chính nó cũng làm thay đổi và phá hỏng trạng thái vốn có của khách thể được quan sát."Năm 1783, Ferdinand Ueberwasser (1752-1812) tự xác định ông là giáo sư môn Logic học và Tâm lý học kinh nghiệm và bắt đầu giảng dạy Tâm lý học một cách khoa học. Những bước phát triển này sớm bị ngừng lại do chiến tranh Napoleon, sau đó Đại học Münster (cũ) bị đình chỉ bởi chính quyền Phổ. Tuy nhiên, với sự tư vấn của triết gia Hegel và Herbart, vào năm 1825, nước Phổ đã thiết lập tâm lý học như một ngành học bắt buộc trong hệ thống giáo dục đang phát triển nhanh và rất có ảnh hưởng của mình. Tuy nhiên, ngành học này chưa bao gồm thí nghiệm thực chứng. Tại Anh, tâm lý học thời kỳ đầu bao gồm não tướng học và các nghiên cứu về các vấn đề xã hội như nghiện rượu, bạo lực và các trại điên đông đúc của nước này.

### Giai đoạn khởi đầu thí nghiệm tâm lý

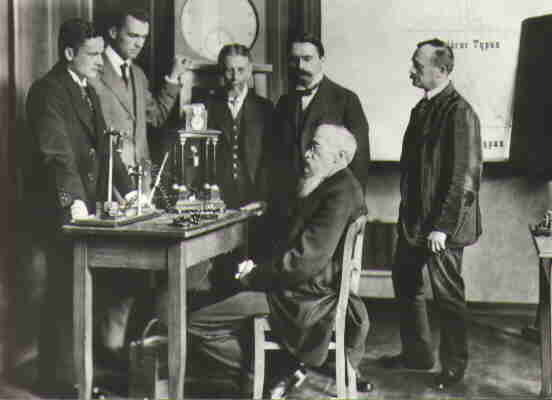
Wilhelm Wundt (đang ngồi) với các cộng sự trong phòng thí nghiệm tâm lý của ông, cũng là phòng thí nghiệm đầu tiên.

Gustav Fechner bắt đầu những nghiên cứu tâm vật lý học tại Leipzig vào những năm 1830, phổ biến nguyên lý cơ bản Weber–Fechner rằng nhận thức của con người về một kích thích nào đó biến thiên theo hàm logarit của mật độ kích thích. Tác phẩm Elements of Psychophysics của Fechner năm 1860 đã phản bác lại sự cứng nhắc của Kant chống lại các nghiên cứu định tính về trí não. Ở Heidelberg, Hermann von Helmholtz đã tiến hành các nghiên cứu song song về nhận thức giác quan, và đào tạo nhà sinh lý học Wilhelm Wundt. Đến lượt Wundt, ông đến đại học Leipzig, thành lập phòng thí nghiệm tâm lý học đầu tiên và đưa thế giới đến với tâm lý học dựa trên thí nghiệm thực chứng. Wundt tập trung vào việc phân tích các tiến trình tâm thần thành các cấu phần cơ bản nhất, lấy cảm hứng từ các tiến bộ thời bấy giờ trong hóa học trong việc khám phá ra các nguyên tố và cấu trúc vật liệu. Paul Flechsig và Emil Kraepelin sau đó cũng thành lập một phòng thí nghiệm tâm lý có ảnh hưởng tại Leipzig, tập trung nhiều hơn vào các thí nghiệm tâm thần y khoa.
Các nhà tâm lý học ở Đức, Đan Mạch, Áo, Anh Quốc và Hoa Kỳ nhanh chóng theo Wundt thiết lập các phòng thí nghiệm. G. Stanley Hall theo học với Wundt, thành lập một phòng thí nghiệm tâm lý có tầm ảnh hưởng quốc tế ở đại học Johns Hopkins ở Maryland. Đến lượt Hall, ông đào tạo Yujiro Motora, người đã mang tâm lý học thực nghiệm, với trọng tâm về tâm vật lý học, về đại học Tokyo. Trợ lý của Wundt là Hugo Münsterberg dạy tâm lý học tại Harvard cho những sinh viên như Narendra Nath Sen Gupta—người mà vào năm 1905, đã thành lập khoa tâm lý học và phòng thí nghiệm ở đại học Calcutta. Học trò của Wundt như Walter Dill Scott, Lightner Witmer, và James McKeen Cattell là những người đã phát triển các bài trắc nghiệm để xác định năng lực tâm lý. Catell, người cũng đã theo học với nhà ưu sinh học Francis Galton, là người thành lập công ty Psychological Corporation (nay trực thuộc tập đoàn xuất bản phẩm Pearson). Wittmer tập trung vào các kiểm nghiệm tâm thần ở trẻ em; còn Scott tập trung vào tâm lý trong tuyển dụng nhân viên.
Một học trò khác của Wundt, Edward Titchener, thành lập chương trình tâm lý học ở đại học Cornell và phát triển học thuyết tâm lý"cấu trúc luận". Tâm lý học cấu trúc tìm cách phân tích và xếp loại các thành phần của tâm hồn, chủ yếu thông qua phương pháp nội quan. William James, John Dewey và Harvey Carr phát triển một học thuyết rộng hơn gọi là tâm lý học chức năng, tập trung nhiều hơn vào các hành vi của con người và môi trường. Năm 1890, James viết một cuốn sách có ảnh hưởng lớn, The Principles of Psychology (Các nguyên lý của Tâm lý học), trong đó mở rộng giới hạn của tâm lý học cấu trúc, đáng chú ý nhất là mô tả con người như"một chuỗi ý thức"("stream of consciousness"), và thu hút nhiều sinh viên Hoa Kỳ vào ngành học mới mẻ này. Dewey tích hợp tâm lý học với các vấn đề xã hội, đáng kể nhất là đấu tranh cho việc phát triển giáo dục tiến bộ dễ hòa nhập dành cho người nhập cư và khắc sâu giá trị đạo đức ở trẻ em.
Một hướng phát triển khác của tâm lý thực nghiệm có liên hệ với sinh lý học cũng được phát triển tại Nam Mỹ dưới sự lãnh đạo của Horacio G. Piñero tại trường đại học Buenos Aires. Ở Nga, nghiên cứu về nền tảng sinh học của tâm lý được chú trọng, bắt đầu với bài viết khoa học"Ngành tâm lý học được phát triển bởi ai và như thế nào?"của Ivan Sechenov. Sechenov phát triển ý tưởng về phản xạ não bộ và ủng hộ mạnh mẽ thuyết quyết định về hành vi con người.
Wolfgang Kohler, Max Wertheimer và Kurt Koffka đồng sáng lập một trường phái tâm lý mang tên Gestalt (tâm lý hình thức) (không liên quan đến liệu pháp Gestalt của Fritz Perls). Trường phái này dựa trên ý tưởng rằng mỗi cá nhân trải nghiệm và nhận thức vật thể hay thế giới xung quanh mình một cách tổng thể chứ không phải riêng biệt. Thay vì tìm cách phân tách tư tưởng và hành vi thành từng yếu tố nhỏ để nghiên cứu như tâm lý học cấu trúc, các nhà tâm lý Gestalt cho rằng trải nghiệm tổng thể mới quan trọng, và khác biệt với tổng thành phần của các trải nghiệm riêng lẻ. Những nhà khoa học khác cũng đóng góp vào trường phái này trong thế kỷ 19 như nhà tâm lý học Hermann Ebbinghaus, người đi đầu trong lĩnh vực nghiên cứu trí nhớ và đã phát triển các mô hình về cơ chế học tập và lãng quên tại Đại học Berlin, và nhà sinh lý học Xô Viết nổi tiếng Ivan Pavlov, người phát hiện trên chó cơ chế học tập hành vi mà sau này được gọi là phản xạ có điều kiện và áp dụng trên người.

### Giai đoạn thể chế hoá và quỹ nghiên cứu
Một trong những cộng đồng nghiên cứu tâm lý học đầu tiên mang tên La Société de Psychologie Physiologique tồn tại ở Pháp từ 1885 đến 1893. Cuộc họp đầu tiên của Hội đồng Quốc tế về Tâm lý học diễn ra tại Paris vào mùa thu 1889, tại hội chợ quốc tế kỷ niệm 100 năm Cách mạng Pháp, tài trợ bởi tiền thân của Liên đoàn Quốc tế về Khoa học Tâm lý (IUPsyS). William James là một trong số ba người Mỹ trong số bốn trăm đại biểu tham dự. Hiệp hội Tâm lý học Hoa Kỳ (APA) ra đời sau đó vào năm 1892. Hội đồng này tiếp tục họp ở nhiều địa điểm khác ở châu Âu, thu hút sự chú ý tham gia từ khắp nơi trên thế giới. Hội nghị lần thứ sáu tổ chức ở Geneva năm 1909, bao gồm phần trình bày tiếng Nga, Trung Quốc, Nhật Bản cũng như tiếng Esperanto. Sau khi tạm gián đoạn bởi Chiến tranh thế giới lần thứ nhất, Hội đồng họp lần thứ bảy tại Oxford, với sự tham gia đông đảo hơn từ các quốc gia giành chiến thắng trong khối Anh - Mỹ. Năm 1929, hội đồng họp tại đại học Yale, New Haven, Connecticut với sự tham gia của hàng trăm thành viên APA. Đại học Tokyo dẫn đầu trong việc mang bộ môn này sang phương Đông và từ Nhật Bản lan truyền sang Trung Quốc.
Ngành tâm lý học tại Hoa Kỳ bắt đầu có địa vị trong Chiến tranh thế giới lần thứ nhất, khi một uỷ ban thường trực đứng đầu là Robert Yerkes ứng dụng việc kiểm tra tâm lý (bài kiểm tra quân đội Alpha và Beta) với 1,8 triệu binh lính. Nguồn quỹ cho các nghiên cứu hành vi sau đó chủ yếu đến từ gia đình Rockefeller thông qua Hội đồng Nghiên cứu Khoa học Xã hội. Các quỹ từ thiện của gia đình Rockefeller cũng tài trợ cho Uỷ ban quốc gia về An sinh Tâm lý, là tổ chức đã phổ biến khái niệm về bệnh tâm thần và vận động hành lang cho các biện pháp kiểm soát tâm lý trong phát triển ở trẻ em. Thông qua Cục An sinh Xã hội và sau đó là từ nguồn quỹ của Alfred Kinsey, quỹ Rockefeller đặt nền móng cho nghiên cứu tâm lý học tình dục trở thành một bộ môn nghiên cứu hợp lệ tại Hoa Kỳ. Với ảnh hưởng từ Văn phòng Nghiên cứu Ưu sinh tài trợ bởi Carnegie, quỹ Pioneer của Draper, và các thể chế khác, phong trào ưu sinh cũng đã có những ảnh hưởng to lớn đến ngành tâm lý Hoa Kỳ: trong thập niên 1910 - 1920, ưu sinh là một chủ đề thảo luận thường trực trong các khoá học tâm lý.
Trong Chiến tranh Thế giới lần thứ hai và Chiến tranh lạnh, quân đội Hoa Kỳ và các cơ quan tình báo là những đơn vị tài trợ chính cho ngành tâm lý - thông qua quỹ của các đơn vị tác chiến và Cơ quan Tình báo Chiến lược (OSS). Nhà tâm lý thuộc đại học Michigan là Dorwin Cartwright cho biết các nhà nghiên cứu ở trường đại học đã thực hiện các nghiên cứu về tuyên giáo quy mô lớn từ 1939 - 1941, và "trong những tháng cuối của cuộc chiến, một nhà tâm lý học xã hội là người chịu trách nhiệm chính các chính sách tuyên giáo hàng tuần cho chính quyền Hoa Kỳ." Cartwright cũng viết rằng các nhà tâm lý học có vai trò quan trọng trong quản lý kinh tế nội địa. Quân đội Hoa Kỳ cũng bắt đầu triển khai Bài kiểm tra phân loại quân binh phổ thông (AGCT) và bắt đầu nghiên cứu quy mô lớn về tinh thần của binh sĩ. Trong những năm 1950, quỹ Rockefeller và quỹ Ford phối hợp với Cơ quan Tình báo Trung ương Hoa Kỳ (CIA) tài trợ các nghiên cứu về tâm lý chiến. Năm 1965, dư luận tranh cãi về dự án Camelot - hay thường biết đến như "dự án Manhattan" trong khoa học xã hội - của quân đội Hoa Kỳ, một dự án nhắm đến việc tập hợp các nhà tâm lý và nhân chủng học để phân tích các quốc gia khác nhằm mục đích chiến lược.
Tại Đức sau Chiến tranh thế giới lần thứ nhất, tâm lý học có vai trò ở tầm đơn vị hỗ trợ trong quân đội, và sau đó phát triển cùng với quân đội dưới thời Đức Quốc Xã. Dưới sự lãnh đạo của Matthias Göring - anh em họ của Hermann Göring, Viện Phân tâm học Berlin được đổi tên thành Viện Göring. Các nhà phâm tâm học theo trường phái Freud bị đuổi hoặc xử tội dưới chính sách chống Do Thái của Đảng Quốc Xã, và mọi nhà phân tâm học phải từ bỏ tư duy theo Freud và Adler. Viện Göring được tài trợ đầy đủ trong suốt chiến tranh với tôn chỉ tạo ra "Liệu pháp Tâm lý Đức mới", nhằm định hướng những người dân Đức phù hợp theo những mục tiêu chung của Đức Quốc Xã. Theo mô tả bởi một bác sĩ thì: "Bỏ qua tầm quan trọng của việc phân tích tâm lý, các lời chỉ dụ tâm linh và sự hợp tác chủ động của bệnh nhân là cách tốt nhất để vượt qua các vấn đề tâm thần cá nhân và dẫn dắt họ theo con đường của Volk (linh hồn dân tộc) và Gemeinschaft (cộng đồng và xã hội)". Các nhà tâm lý học có nhiệm vụ cung cấp Seelenführung (định hướng tâm linh), để giúp mọi người hoà hợp với tầm nhìn mới về cộng đồng nước Đức. Harald Schultz-Hencke kết hợp tâm lý học với các lý thuyết Phát xít về sinh học và nguồn gốc chủng tộc, chỉ trích phân tâm học là bộ môn của những kẻ yếu và lệch lạc. Johannes Heinrich Schultz, một nhà tâm lý học người Đức được biết đến qua việc phát triển kỹ thuật thiền kiểu Đức, kêu gọi việc triệt sản và giết không gây đau đớn (euthanasia) với những đàn ông được cho là có bộ gen không mong muốn, và phát triển những kỹ thuật cần thiết cho quá trình này. Sau chiến tranh, một vài viện nghiên cứu mới được thành lập và một số nhà tâm lý học bị mất uy tín do có liên đới với Đức Quốc Xã. Alexander Mitscherlich thành lập một tạp chí khoa học về phân tâm học ứng dụng có tiếng tăm là Psyche, và với tài trợ từ quỹ Rockefeller, mở khoa y sinh tâm lý lâm sàng đầu tiên ở đại học Heidelberg. Năm 1970, tâm lý học trở thành môn bắt buộc của sinh viên y khoa ở Đức.
Sau cách mạng Nga, tâm lý học được giới thiệu rộng rãi bởi giới Bolsheviks như là một cách để kiến tạo "con người mới" cho chủ nghĩa xã hội. Vì thế, khoa tâm lý học của các trường đại học đã đào tạo một số lượng lớn sinh viên, làm việc tại các trường, công sở, tổ chức văn hoá, và quân đội. Một trong tâm đặc biệt là thiếu nhi học, nghiên cứu về sự phát triển ở trẻ nhỏ, trong đó Lev Vygotsky là một tác giả lớn. Đảng Bolsheviks cũng giới thiệu các khái niệm như tự do yêu đương và xem học thuyết phân tâm học như một lời giải cho việc cấm đoán tình dục. Mặc dù thiếu nhi học và việc kiểm tra trí thông minh dần không còn được ưa chuộng từ 1936, tâm lý học vẫn có chỗ đứng trong thời kỳ Xô Viết. Cuộc Đại thanh trừng của Stalin gây tổn hại lớn và tạo ra không khí sợ hãi trong ngành này, cũng như ở mọi nơi khác trong xã hội Xô Viết. Theo sau Chiến tranh thế giới lần thứ hai, các nhà tâm lý học người Do Thái ở quá khứ và đương thời (bao gồm Lev Vygotsky, A.R. Luria, and Aron Zalkind) bị hạ bệ, Ivan Pavlov (truy phong) và bản thân Stalin được nâng tầm thành những anh hùng của tâm lý học Xô Viết. Giới học thuật Xô Viết nhanh chóng được tự do hoá trong thời kỳ Khrushchyov và các chủ đề như điều khiển học, ngữ âm học, di truyền học... được chấp nhận trở lại. Một lĩnh vực mới ra đời, gọi là"tâm lý học kỹ thuật"(ngày nay là một lĩnh vực thuộc công thái học và tương tác người - máy) nghiên cứu về các yếu tố tâm lý trong những công việc phức tạp như phi công hay phi hành gia. Các nghiên cứu liên ngành cũng phổ biến và các học giả như Georgy Shchedrovitsky đã phát triển các hệ thống lý luận chung về hành vi con người.
Ngành tâm lý học từ thế kỷ 20 tại Trung Quốc ban đầu đi theo mô hình Hoa Kỳ, với các bản dịch từ các tác giả Hoa Kỳ như William James, việc thành lập các khoa tâm lý học ở các trường đại học và tạp chí khoa học chuyên ngành, và các tổ chức như Hiệp hội Đánh giá Tâm lý Trung Quốc (1930) và Cộng đồng Tâm lý học Trung Quốc (1921). Các nhà tâm lý học Trung Quốc thường được khuyến khích tập trung vào lĩnh vực học tập và ngôn ngữ học, với khát vọng rằng giáo dục sẽ giúp hiện đại hoá và quốc hữu hoá đất nước. John Dewey, người có những bài giảng cho cộng đồng Trung Quốc vào những năm 1918–1920, là người có ảnh hưởng lớn trong học thuyết này. Hiệu trưởng Thái Nguyên Bồi đã giới thiệu ông tại đại học Bắc Kinh như là một nhà tư tưởng lớn hơn cả Khổng Tử. Quách Nhậm Viễn (tiếng Anh: Kuo Zing-yang, tiếng Trung Quốc giản thể: 郭任远) nhận bằng tiến sĩ tại đại học California, Berkeley, trở thành chủ tịch của đại học Chiết Giang là người đã phổ biến thuyết hành vi ở Trung Quốc. Sau khi Đảng Cộng sản Trung Quốc nắm quyền đất nước, Liên Bang Xô Viết của Stalin có ảnh hưởng lớn, với học thuyết Marx - Lenin trở thành học thuyết xã hội chính và phản xạ Pavlov trở thành khái niệm được chấp nhận trong giải thích các thay đổi hành vi. Các nhà tâm lý học Trung Quốc phát triển mô hình của Lenin về ý thức"chiêm nghiệm"("reflective" consciousness), cho rằng một ý thức chủ động sẽ có thể vượt qua được các điều kiện vật chất thông qua lao động và đấu tranh tư tưởng. Họ phát triển một khái niệm về "ghi nhận"("recognition", bính âm: jen-shih) để chỉ tương quan giữa nhận thức cá nhân và cái nhìn được chấp nhận của xã hội. Kiến thức học thuật về tâm lý được tập trung tại Viện Hàn lâm Khoa học Trung Quốc, dưới sự quản lý của Quốc vụ viện Trung Hoa. Năm 1951, Viện Hàn lâm này xây dựng một Văn phòng Nghiên cứu Tâm lý, sau trở thành Viện Tâm lý học vào năm 1956. Phần lớn các nhà tâm lý học đầu ngành được đào tạo tại Hoa Kỳ và mục tiêu đầu tiên của Viện là tái đào tạo những nhà tâm lý này theo học thuyết Xô Viết. Tâm lý học trẻ em và sư phạm tiếp tục là mục tiêu trọng tâm của bộ môn này tại Trung Quốc.

## Tổ chức quản lý ngành

### Các thể chế quản lý
Năm 1920, Édouard Claparède và Pierre Bovet sáng lập một tổ chức tâm lý học ứng dụng mới gọi là Hội đồng Quốc tế về Kỹ thuật Tâm lý ứng dụng Hướng nghiệp ("International Congress of Psychotechnics Applied to Vocational Guidance"), về sau đổi tên thành Hội đồng Quốc tế về Kỹ thuật Tâm lý ("International Congress of Psychotechnics") và rồi trở thành Hiệp hội Quốc tế về Tâm lý học Ứng dụng (IAAP). IAAP được xem là hiệp hội quốc tế về tâm lý học lâu đời nhất hiện nay. Ngày nay, có tối thiểu 65 tổ chức quốc tế làm việc về các lĩnh vực chuyên môn khác nhau trong tâm lý học. Phản ứng lại với sự thống trị của nam giới trong lĩnh vực này, các nhà tâm lý học nữ ở Hoa Kỳ thành lập Uỷ ban Quốc gia các nhà Tâm lý học nữ vào năm 1941. Tổ chức này trở thành Uỷ ban Quốc tế các nhà Tâm lý học nữ từ sau Chiến tranh thế giới lần thứ hai, và sau đó trở thành Uỷ ban Quốc tế các nhà Tâm lý học vào năm 1959. Một vài hiệp hội như Hiệp hội các nhà Tâm lý học da đen và Hiệp hội các nhà Tâm lý học Á Mỹ cũng ra đời nhằm phát triển các nhóm chủng tộc phi Âu châu trong ngành.
Liên đoàn cấp thế giới của các cộng đồng tâm lý học quốc gia là Liên đoàn Quốc tế về Khoa học Tâm lý ("International Union of Psychological Science"- IUPsyS), thành lập năm 1951 dưới sự đỡ đầu của UNESCO, cơ quan văn hoá và khoa học của Liên Hợp Quốc. Các khoa tâm lý học bắt đầu nở rộ trên toàn cầu, chủ yếu dựa theo mô hình Âu - Mỹ. Từ 1966, Liên đoàn bắt đầu đăng tải tạp chí khoa học International Journal of Psychology. IAAP và IUPsyS đồng ý vào năm 1976 mỗi bên sẽ tổ chức hội nghị toàn cầu luân phiên nhau.
Liên đoàn Quốc tế công nhận 66 hiệp hội quốc gia thành viên và tối thiểu 15 hiệp hội khác tồn tại. Hiệp hội Tâm lý học Hoa Kỳ là đơn vị lớn và lâu đời nhất, với số lượng thành viên từ 5000 năm 1945 lên đến trên 100 000 hiện nay. APA bao gồm 54 đơn vị thành viên và từ năm 1960 đã nhanh chóng mở rộng bao gồm nhiều hơn những chuyên ngành khác nhau. Một số trong những đơn vị thành viên trên, ví dụ như Cộng đồng Nghiên cứu Tâm lý các Vấn đề Xã hội và Cộng đồng Luật - Tâm lý Hoa Kỳ khởi đầu là đơn vị độc lập.
Cộng đồng Tâm lý liên châu Mỹ thành lập từ 1951, với mục tiêu phát triển và điều phối cộng đồng tâm lý xuyên suốt Tây bán cầu. Cộng đồng này tổ chức Hội nghị Tâm lý học liên châu Mỹ và có trên 1000 thành viên vào năm 2000. Hiệp hội Liên đoàn Tâm lý học chuyên nghiệp châu Âu, thành lập từ năm 1981, đại diện cho 30 hiệp hội quốc gia thành viên với tổng cộng trên 100 000 thành viên cá nhân. Có tối thiểu 30 tổ chức quốc tế khác quản lý ngành tâm lý học ở các châu lục khác.
Ở một vài nơi, chính quyền có quy định cụ thể về mặt pháp luật ai có thể cung cấp dịch vụ tâm lý hoặc được xưng là"nhà tâm lý học". APA định nghĩa nhà tâm lý học là người có bằng tiến sĩ trong lĩnh vực tâm lý kèm theo nhiều điều kiện khác.

### Giới hạn
Những nhà tâm lý học thực chứng thời kỳ đầu phân biệt bản thân với tâm linh học, bộ môn ở cuối thế kỷ 19 rất được ưa chuộng (thu hút cả sự chú ý của những học giả như William James), và đúng thực tâm linh học bao hàm khá nhiều những thứ thường được mọi người gọi là "tâm lý". Tâm linh học, thôi miên, và ngoại cảm là những chủ đề lớn trong những hội nghị quốc tế đầu tiên. Nhưng những học giả của các trường phái trên dần bị khai trừ và trục xuất khỏi Hội đồng trong khoảng 1900–1905. Tâm linh học tiếp tục tồn tại thêm một thời gian ở đại học Tokyo với những ấn phẩm như Clairvoyance and Thoughtography ("Thuật tiên tri và đọc vị suy nghĩ") bởi Tomokichi Fukurai, nhưng kể cả ở đây chuyên ngành này cũng dần bị loại trừ từ 1913.
Là một bộ môn khoa học, tâm lý học từ lâu đã cố gắng để chống lại những chỉ trích cho rằng nó là một bộ môn khoa học "yếu". Chỉ trích của triết gia khoa học Thomas Kuhn năm 1962 cho rằng tâm lý học nói chung còn ở trong giai đoạn chưa định hình, thiếu vắng một sự đồng thuận chung về một hệ lý thuyết toàn diện mà những bộ môn khoa học hoàn thiện khác như hoá học hay vật lý đều có. Vì nhiều lĩnh vực nghiên cứu tâm lý học dựa trên phương pháp nghiên cứu như khảo sát và bảng câu hỏi, các nhà bình luận cho rằng tâm lý học không phải là một khoa học khách quan. Giới theo chủ nghĩa hoài nghi cho rằng tính cách, suy nghĩ, và cảm xúc, không thể được đo lường trực tiếp và thường chỉ được suy ra từ các báo cáo chủ quan, nên dễ có vấn đề. Các nhà tâm lý học thực chứng đã thiết kế ra nhiều phương pháp để đo lường một cách gián tiếp các hiện tượng khó nắm bắt trên.
Trong chính lĩnh vực cũng có sự phân hoá, với một số nhà tâm lý học tập trung vào những trải nghiệm độc nhất của mỗi người, vốn không thể dùng làm dữ liệu cho một tập cộng đồng lớn hơn được. Giới bình luận trong và ngoài lĩnh vực cho rằng các chuyên ngành chính của tâm lý học dần trở nên lệ thuộc vào"đạo chủ nghĩa kinh nghiệm", chỉ dựa trên các phương thức nghiên cứu phát triển từ các bộ môn khoa học thực tế trước đó và giới hạn quy mô nghiên cứu của ngành. Các nhà hoạt động nữ quyền cũng cho rằng nghiên cứu dựa trên chủ nghĩa kinh nghiệm khiến cho việc bám lấy tính khách quan khoa học đã che giấu đi hệ giá trị và thành kiến của các nhà nghiên cứu (đa số là nam giới trong lịch sử). Ví dụ, Jean Grimshaw, cho rằng các nghiên cứu tâm lý chính thống đã thúc đẩy tính gia trưởng thông qua các nỗ lực điều khiển hành vi của ngành tâm lý học.

## Các lĩnh vực của tâm lý học
Lục Đỏ Lam
Tím Lam Tím
Lam Tím Đỏ
Lục Tím Lục
Hiệu ứng Stroop khẳng định rằng việc nêu tên các màu trong đoạn thứ nhất dễ hơn và nhanh hơn đoạn thứ hai.
Tâm lý học là một lĩnh vực nghiên cứu về quy luật chung nhất của sự vận động thế giới đời sống con người dưới sự tác động qua lại tích cực của cá nhân với thực tại khách quan. Chi tiết về các lĩnh vực cụ thể trong Tâm lý học có thể tìm Các chủ đề về tâm lý học và Các môn tâm lý. Có thể chia tâm lý học thành: tâm lý học thường nghiệm, tâm lý học thực nghiệm và tâm lý học siêu hình.

### Tâm lý học đại cương - tổng quát
Tâm lý học: Nghiên cứu những quy luật chung nhất của thế giới tinh thần con người trong sự vận động tương tác với thực tại khách quan (tâm lý đại cương) và những quy luật riêng biệt trong đời sống (tâm lý học chuyên ngành: Tâm Lý học bất thường, Tâm lý học động học, Tâm lý học nhận thức, Tâm lý học so sánh, Tâm lý học phát triển, Tâm lý học cá nhân, Tâm lý học xã hội, Tâm lý học nghệ thuật, Tâm lý học quân sự, Tâm lý học tội phạm,Tâm lý học sáng tạo,Tâm lý học lao động, Tâm lý học trị liệu,Tâm lý học tư vấn, Tâm lý học kinh tế, Cận tâm lý,... và ứng dụng trong thực tiễn đời sống con người.

### Tâm lý học chuyên ngành - chuyên sâu
Tâm lý học ứng dụng là nghiên cứu tâm lý học nhằm khắc phục đặc biệt các vấn đề về thực hành và ứng dụng của việc nghiên cứu này là đem ra áp dụng. Nhiều nghiên cứu tâm lý học được ứng dụng trong các lĩnh vực khác nhau: Quản lý kinh doanh, Thiết kế sản phẩm, Lao động học, Dinh dưỡng, và Y học lâm sàng. Tâm lý học ứng dụng bao gồm các lĩnh vực: Tâm lý học lâm sàng, Tâm lý học công nghiệp và tổ chức, Các nhân tố con người, Tâm lý học pháp lý, Tâm lý học sức khỏe, Tâm lý học trường học và các lĩnh vực khác.

### Các học thuyết tâm lý học nổi tiếng

#### Thuyết hành vi
Tiếp cận hành vi là một trong những cố gắng rất lớn của tâm lý học thế giới đầu thế kỉ XX, nhằm khắc phục tính chủ quan trong nghiên cứu tâm lý người thời đó. Kết quả là đã hình thành trường phái có ảnh hưởng mạnh mẽ đến sự phát triển tâm lý học Mĩ và thế giới trong suốt thế kỷ XX: Tâm lý học hành vi, mà đại biểu là các nhà tâm lý học kiệt xuất: E.L.Thorndike (1874-1949), J.B.J.Watson (1878-1958), E.C.Tolman (1886-1959), K.L.Hull (1884-1952) và B.F.Skinner (1904-1990) và A. Bandura v.v...
Tâm lý học hành vi ra đời là một cuộc cách mạng, làm thay đổi cơ bản hệ thống quan niệm về tâm lý học đương thời. Theo đó, đối tượng của tâm lý học là hành vi chứ không phải ý thức. Phương pháp nghiên cứu là quan sát và thực nghiệm khách quan chứ không phải là nội quan. Trước và trong thời kỳ xuất hiện Thuyết hành vi, tâm lý học được hiểu là khoa học về ý thức và phương pháp nghiên cứu là nội quan (tự quan sát và giải thích). Ngay từ khi ra đời ở Đức năm 1879, với tư cách là khoa học độc lập, tâm lý học đã được mệnh danh là Tâm lý học nội quan. W.Wundt - người sáng lập ra Tâm lý học này, đã xác định đối tượng của tâm lý học là tổ hợp các trạng thái mà ta nghiệm thấy - các trạng thái được trực tiếp thể nghiệm trong vòng ý thức khép kín. Sự phát triển tiếp theo của Tâm lý học nội quan đã hình thành nên Tâm lý học cấu trúc ở Mĩ. Mặt khác, do nhu cầu khắc phục sự bế tắc của Tâm lý học nội quan, cũng ở Mĩ những năm này đã xuất hiện Tâm lý học chức năng. Tuy nhiên, trên thực tế, cả hai dòng phái đều không tạo lập được khoa học khách quan về ý thức. Lý luận của chúng gắn liền với phương pháp chủ quan, điều này gây sự thất vọng ở khắp mọi nơi.
Kết quả là, những vấn đề cơ bản của tâm lý học trở nên mờ mịt đối với nhiều người: Đối tượng nghiên cứu (ý thức) và nguồn gốc của nó (ý thức bắt đầu từ đâu), phương pháp nghiên cứu (nội quan, nguyên tắc giải thích: nguyên nhân tâm lý như là sự chế uớc của một số hiện tượng ý thức đối với các hiện tượng khác). Từ đó đã xuất hiện nhu cầu cấp thiết về đối tượng, phương pháp và nguyên tắc mới, đặc biệt ở Mĩ, nơi mà cách tiếp cận thực dụng trong nghiên cứu con người chiếm vai trò thống trị. Điều này đã được chứng minh bằng khuynh hướng chức năng, mà trọng tâm chú ý là vấn đề thích ứng của cá nhân với môi trường. Nhưng chủ nghĩa chức năng, vốn bắt nguồn từ các quan niệm thời cổ đại về ý thức như là một bản thế đặc biệt vươn tới mục đích, đã bị bất lực khi giải thích nguyên nhân điều khiển hành vi con người, sự tạo ra những hình thức hành vi mới.
Phương pháp chủ quan đã mất uy tín, phải nhường vị trí cho phương pháp khách quan. Ở đây, sinh lý học, đặc biệt là sinh lý học thần kinh đã đóng vai trò quan trọng, trong đó công đầu thuộc về nhà sinh lý học người Nga I.P.Pavlov, với khái niệm phản xạ có điều kiện. Về phương diện kỹ thuật, phương pháp nghiên cứu phản xạ có điều kiện cho phép ta nhận biết khách quan các phản ứng của cơ thể đối với một kích thích. Các nhà hành vi học đã không bỏ qua thành tựu này. Phương pháp phản xạ trở thành cứu cánh của họ. Mặt khác, sự phát triển của tâm lý học động vật đã mang lại cho Tâm lý học hành vi đối tượng nghiên cứu mới: hành vi của động vật. Sự xuất hiện những nghiệm thể mới – động vật - không có khả năng nội quan, đã đóng vai trò quan trọng giúp nhà nghiên cứu chuyển từ quan sát sang thực nghiệm. Hiệu quả tác động của nghiệm viên bây giờ không phải là tự "thông báo" của nghiệm thể về các trạng thái của mình (như trong Tâm lý học nội quan) mà là những phản ứng vận động - một điều hoàn toàn khách quan. Trong biên bản thực nghiệm đã xuất hiện các thông tin kiểu mới về nguyên tắc. Hơn nữa, chính những nguyên tắc và phương pháp này đã chịu ảnh hưởng trực tiếp của triết học thực chứng và chủ nghĩa cơ học, đang chi phối tinh thần nước Mĩ. Đó chính là hoàn cảnh tư tưởng - lý luận đã sinh ra Thuyết hành vi.
Nhân vật hàng đầu của Tâm lý học hành vi là J.Watson. Các luận điểm của ông là nền tảng lý luận của hệ thống tâm lý học này. Nói tới Tâm lý học hành vi, không thể không nói nhiều về các quan điểm đó. Tuy nhiên, một mình J.Watson không làm nên trường phái thống trị tâm lý học Mĩ và ảnh hưởng lớn tới sự phát triển tâm lý học thế giới suốt thế kỷ XX. Trước J.Watson có nhiều bậc tiền bối, mà tư tưởng và kết quả thực nghiệm của họ là cơ sở trực tiếp, để trên đó Watson xây dựng các luận điểm then chốt của Tâm lý học hành vi. Sau J.Watson nhiều nhà tâm lý học lớn khác của Mĩ đã phát triển học thuyết này, đưa nó thành hệ thống tâm lý học đa dạng và bám rễ vào mọi ngóc ngách của đời sống xã hội. Vì vậy, có thể chia quá trình phát triển của Tâm lý học hành vi thành ba giai đoạn không hoàn toàn theo trật tự tuyến tính về thời gian: những cơ sở lý luận và thực nghiệm đầu tiên hình thành các luận điểm cơ bản (Thuyết hành vi cổ điển); sự phát triển tiếp theo của Tâm lý học hành vi, sau khi có các luận điểm của J.Watson (các thuyết hành vi mới và hậu hành vi).

#### Thuyết phân tâm
Ngày nay, thuật ngữ"Phân tâm học"cùng với tên tuổi của người sáng lập nó là Sigmund Freud đã trở lên quá quen thuộc đối với nhiều người. Trong khi những tên tuổi vĩ đại khác của khoa học tâm lý như W.James, J.Watson, J.Piaget, L.X.Vygotsky, v.v ít được biết ngoài phạm vi tâm lý học, thì S.Freud nổi tiếng đối với nhiều tầng lớp, nhiều lĩnh vực: tâm lý học, giáo dục học, y học, văn học - nghệ thuật, tôn giáo, đạo đức, v.v... 40 năm sau ngày mất của ông, tạp chí"News week"đánh giá rằng tư tưởng của Freud đã đi sâu vào ý thức của chúng ta đến nỗi"khó mà tưởng tượng được thế kỷ XX lại thiếu ông"(30/11/1981). Ông thuộc về một trong số ít nhà tư tưởng đã làm thay đổi căn bản cái nhìn của chúng ta về bản thân mình.
Lý thuyết Phân tâm học cố gắng miêu tả cấu trúc của bộ máy tâm trí của con người bao gồm miền vô thức, tiền ý thức và ý thức và sự vận hành của bộ máy tâm trí này chính là những xung đột, những cuộc đấu tranh giữa các"lực"bên trong mà con người không hề ý thức được. Đó là các bản năng, xung năng, tính dục luôn chi phối sự hành động của con người, là cái thúc đẩy khiến con người vận động và phát triển. Sau này, S. Frued đã phát triển thêm Cái ấy (Id), Cái tôi (Ego) và Super Ego trong lý thuyết của mình.
+ Cái ấy (Id): vận hành theo nguyên tắc khoái lạc và phải thoả mãn ngay lập tức các nhu cầu tính dục hoặc giải phóng các xung năng.
+ Siêu tôi (Super Ego): Vận hành theo nguyên tắc ngăn cấm, kiểm duyệt. Cái siêu tôi bao gồm lương tâm (các giá trị đạo đức, chuẩn mực xã hội mà con người lĩnh hội được thời thơ ấu) và lý tưởng.
+ Cái tôi (Ego) vận hành theo nguyên tắc hiện thực nhằm tìm kiếm cách thoả mãn các nhu cầu, đòi của Cái ấy phù hợp với thực tế nhưng cũng phải điều hoà sự tranh đấu giữa Cái ấy và Siêu tôi.
Ngoài ra, Phân tâm học còn mô tả mô hình phát triển nhân cách của con người qua năm giai đoạn:
1. Giai đoạn môi miệng (oral stage)
Độ tuổi: Mới sinh – 1 tuổi
Vùng tập trung khoái cảm: Miệng
2. Giai đoạn hậu môn (anal stage)
Độ tuổi: 1 – 3 tuổi
Vùng tập trung khoái cảm: Việc kiểm soát trực tràng và bàng quang.
3. Giai đoạn dương vật tượng trưng (phallic stage)
Độ tuổi: 3 – 6 tuổi
Vùng tập trung khoái cảm:  Bộ phận sinh dục
4. Giai đoạn ẩn tàng (latent period)
Độ tuổi: 6 – dậy thì
Vùng tập trung khoái cảm: Các cảm xúc tính dục không hoạt động
5. Giai đoạn phát dục (genital stage)
Độ tuổi: dậy thì trở đi
Vùng tập trung khoái cảm: Hứng thú tính dục trưởng thành (Maturing Sexual Interests).
Tuy nhiên, đóng góp lớn nhất mà Phân tâm học có được đó là tạo ra một trào lưu tâm lý trị liệu cho những người mắc rối loạn tâm thần thông qua liên tưởng tự do, diễn giải giấc mơ, phân tích các cơ chế phòng vệ, nhận biết được các giai đoạn chuyển dịch (trong mối quan hệ thân chủ - nhà trị liệu). Mặc dù hiện nay có rất nhiều phương pháp trị liệu tâm lý được ra đời, nhưng cách tiếp cận phân tâm học không hề bị lãng quên.
Mặc dù Phân tâm học là một học thuyết lớn (có thể nói là cả đời người), sâu rộng, cũng như sức ảnh hưởng của nó nhưng không tránh khỏi những chỉ trích, phê phán các luận điểm của Phân tâm học ở một số điểm (1) không có tính khoa học hoặc là một khoa học yếu, (2) không đưa ra các dự đoán mà chủ yếu rút ra từ hậu đoán, lâm sàng, nghiên cứu trường hợp, (3) không có nhiều số liệu thống kê, (4) khó chứng minh là sai hay đúng vì không thể thực nghiệm.
Thậm chí, những môn đệ của S.Freud, những nhà Phân tâm học xảy ra những mâu thuẫn với các lý thuyết của S. Freud mà tự phát triển và xây dựng một lý thuyết về tâm lý khác dựa trên nền tảng Phân tâm học mà người ta gọi là Phân tâm học mới theo hướng nghiên cứu khoa học hơn. Có thể nói, S. Frued đã viết ra kinh Cựu ước (Phân tâm học cổ điển) và những người sau ông viết ra kinh Tân ước (Phân tâm học mới).

#### Thuyết phát sinh nhận thức
"Từ đây cho tới cuối thế kỷ, tôi e rằng tâm lý học thế giới chỉ việc khai thác riêng các ý tưởng của J. Piaget thì cũng không làm sao hết được"-Paulpraisse.
Cho tới cuối thế kỷ XX, chưa có nhà khoa học nào nghiên cứu sự phát sinh nhận thức và trí tuệ trẻ em được sâu sắc, hệ thống bằng J.Piaget. Suốt bảy thập kỷ kiên trì và sáng tạo khoa học, ông đã góp phần không nhỏ vào việc hình thành và phát triển lĩnh vực khoa học mới: Tâm lý học phát triển. Cả cuộc đời của J.Piaget là cuộc đời của nhà Bác học và lao động không ngừng. Các thầy cô giáo, bậc cha mẹ và trẻ thơ trên thế giới biết ơn những cống hiến lớn lao và tâm huyết của ông trong lĩnh vực này.
Jean Piaget sinh ngày 9 tháng 8 năm 1896 tại Nêuchâtel Thụy Sĩ, trong một gia đình tri thức danh tiếng.
Từ nhỏ ông đã bộc lộ thiên tư trí tuệ tuyệt vời, xuất chúng. Năm 10 tuổi ông đã công bố bài báo khoa học đầu tiên của mình, mô tả các quan sát về một con chim sẻ bạch tạng quý hiếm. Ít lâu sau, ông theo học một tớp giúp việc người quản lý bảo tàng lịch sử thiên nhiên ở địa phương. 15 tuổi J.Piaget đã bộc lộ rõ xu hướng nghiên cứu sinh học và đã công bố những bài báo khoa học, nghiên cứu về động vật có vú.
Năm 18 tuổi J.Piaget đỗ cử nhân và năm 1918, J.Piaget hoàn thành luận án Tiến sĩ thuộc lĩnh vực động vật học, tại Viện đại học Nêuchâtel, với đề tài"Sự thích ứng của loài nhuyễn thể". Trong thời gian này, ông đã công bố 25 công trình nghiên cứu sự sinh trưởng, thích nghi của loài sò quanh hồ Nêuchâtel. Những kiến thức sinh học và ấn tượng về sự thích nghi của loài sò óc đã hình thành trong ông các khái niệm cơ bản để nghiên cứu sự phát triển trí năng của trẻ em sau này.
Ngoài sinh học, mối quan tâm thứ hai của ông là khoa học luận (Epistemology) - một ngành triết học đề cập đến nguồn gốc phát sinh của hiểu biết, ông nuôi hy vọng táo bạo là có thể hợp nhất hai vấn đề mà ông quan tâm. Vào thời điểm đó, ông cảm thấy, tâm lý học chính là câu trả lời. Ông chuyển đến Paris và dành ra 2 năm để học tâm lý học lâm sàng, lôgíc và triết lý khoa học tại Sorbonne. Trong thời gian ở Pari, J.Piaget được đề nghị đảm trách công việc chuẩn hoá những trắc nghiệm trí thông minh tại phòng thí nghiệm của A.Binet. Điều này đã ảnh hưởng sâu sắc đến xu hướng nghề nghiệp của ông. J.Piaget sớm nhận thấy và quan tâm nhiều hơn đến những"câu trả lời sai"của trẻ so với các kết quả trắc nghiệm. Ông nghĩ rằng, dường như trẻ em cùng độ tuổi thường mắc phải những loại câu trả lời sai giống nhau đối với một số câu hỏi nhất định. Vậy tại sao? J.Piaget tiếp tục tìm hiểu về những nhận thức sai lệch của trẻ bằng phương pháp lâm sàng mà ông đã học được trước đây, khi còn làm việc trong một bệnh viện tâm thần thực hành. Không bao lâu sau, ông lại phát hiện ra rằng, trẻ ở những độ tuổi khác nhau, thường có những loại câu trả lời sai khác nhau, và ông đi đến kết luận: trí tuệ phải là một thuộc tính đa diện. Những đứa trẻ lớn tuổi hơn không chỉ đơn giản là thông minh hơn những đứa trẻ ít tuổi, mà quá trình suy nghĩ của chúng cũng hoàn toàn khác. Những phát hiện này đã cuốn hút J.Piaget và ông cố gắng xác định xem trẻ tiến triển từ phương thức (hay giai đoạn) suy nghĩ này sang phương thức suy nghĩ khác như thế nào. Việc nghiên cứu của con người đáng lưu ý này còn tiếp tục khoảng 60 năm nữa, cho đến khi ông mất vào năm 1980.
Năm 1921 (25 tuổi), theo đề nghị của Giáo sư Claparède - Viện trưởng Viện khoa học giáo dục, ông chuyển từ Paris về Genève để đảm nhận chức Trưởng phòng tâm lý thực nghiệm. Năm 1925, ông nhận chức Giáo sư Đại học Nêuchâtel, dạy bao cả ba ngành: Tâm lý học, Xã hội học và Triết học. Năm 1929, được bổ nhiệm Giáo sư Đại học Genève về môn Lịch sử tư tưởng khoa học, Giám đốc Trung tâm giáo dục quốc tế của Unesco và ở cương vị này cho tới năm về hưu (1972). Năm 1933 là Viện trưởng Viện khoa học giáo dục Thụy Sĩ tại Genève. Năm 1940, Giáo sư tâm lý thực nghiệm và năm 1952 là Giáo sư Trường Đại học Sorbonne, Paris.
Trong suốt những năm 1921 đến 1940, mối quan tâm chủ yếu của J.Piaget là lĩnh vực tâm lý học, đặc biệt là sự phát sinh nhận thức và trí tuệ của trẻ em. Trong thời gian này, nhiều công trình đã được ông công bố."Ngôn ngữ và tư duy của trẻ"(1923),"Mệnh đề và kết luận của trẻ"(1924),"Biểu tượng về thế giới của trẻ"(1926) v.v. Những nghiên cứu về lĩnh vực trên được ông tập hợp trong hai công trình nổi tiếng:"Tâm lý học trí tuệ"(1946) và"Tâm lý học trẻ em"(1966).
Từ năm 1940 J.Piaget chuyển dần lĩnh vực nghiên cứu từ tâm lý trẻ em sang Lôgic học và Khoa học luận. Từ năm 1950 chuyển hẳn sang lĩnh vực này, đặc biệt là nghiên cứu quá trình phát triển tư duy con người. Năm 1956, ông thành lập ở Genève Trung tâm nghiên cứu quốc tến về nhận thức luận khoa học (Centre international d' épistemologie Scientifique), với sự tham gia của nhiều nhà Bác học lớn đương thời như Albert Einstein (Vật lý), B.Grize (Toán và Lôgic), W.Mc.Cullôch (Sinh học thần kinh) v.v. Kết quả là trong thời gian này nhiều tác phẩm khoa học của ông đã được xuất bản:"Lớp, quan hệ và số"(1942),"Tiểu luận lôgic"(1952),"Nghiên cứu sự chuyển hoá của các thao tác lôgíc"(1953) và"Khái niệm về nhận thức phát sinh"(1950), với hơn 1000 trang, gồm 3 tập:"ý tưởng toán học","ý tưởng vật lý học","ý tưởng sinh học, ý tưởng tâm lý học và ý tưởng xã hội học".
Ngay từ những năm 1935-1965, J.Piaget đã quan tâm tới việc vận dụng kết quả nghiên cứu tâm lý học trẻ em vào các lĩnh vực văn hoá, giáo dục, đặc biệt là vào phương pháp giáo dục trẻ em. Ông đã phân tích và phê phán hạn chế của phương pháp giáo dục cổ truyền, quảng bá các phương pháp giáo dục mới, trong đó đề cao vai trò của phương pháp hoạt động trong dạy học. Coi đó là phương pháp mang lại hiệu quả hơn hẳn những phương pháp đương thời. Các tác phẩm:"Giáo dục đang đi về đâu"(1948),"Tâm lý học và giáo dục học"(1969) phản ánh khá rõ trăn trở và tư tưởng đổi mới của J.Piaget trong lĩnh vực này. Nhiều đề xuất của ông đến nay vẫn còn nguyên giá trị thời sự.
J.Piaget là người lao động không mệt mỏi. Suốt cuộc đời, ông quan sát, thử nghiệm, tích luỹ khối lượng khổng lồ dữ kiện về sự phát triển tâm lý trẻ em. Hàng năm, khi kết thúc năm học, ông mang tài liệu thu thập được đến một trang trại vắng người dưới chân núi Alpea. Ở đó, cả mùa hè, ông không tiếp xúc với khách, miệt mài phân tích, tổng hợp tư liệu, hình thành nên các tác phẩm khoa học. Trong suốt 70 năm làm việc J.Piaget đã công bố hàng trăm cuốn sách và bài viết về các lĩnh vực sinh học, tâm lý học, ngôn ngữ, lôgic... trong hệ thống lý thuyết liên bộ môn đồ sộ.
J.Piaget mất ngày 16.9.1980 tại Genève.
Sinh thời, J.Piaget được kính trọng trên khắp thế giới. Ông là giáo sư của nhiều trường Đại học lớn ở Pháp và Thụy Sĩ Giám đốc phòng thực nghiệm, phụ trách văn phòng Quốc tế về giáo dục, Uỷ viên Hội đồng chấp hành của Unesco, Viện sĩ và tiến sĩ danh dự của nhiều trường Đại học, Viện hàn lâm danh tiếng: Harvard (1936), Columbia (1970), Bruvtelle (1940), Brazill (1949).
J.Piaget là nhà Bác học đa lĩnh vực: Bắt đầu từ sinh học, sang tâm lý học đến nhận thức luận, trong lĩnh trực nào ông cũng ông có nhiều cống hiến lớn, đặc biệt là trong lĩnh vực tâm lý học trẻ em. Những công trình về lĩnh vực này của ông uyên bác đến mức, trong diễn văn khai mạc Hội nghị tâm lý học thế giới lần thứ 21, năm 1976, Chủ tịch hội tâm lý học thế giới, nhà Tâm lý học Pháp Paul Praisse đã phát biểu:"Từ đây cho tới cuối thế kỷ, tôi e rằng tâm lý học thế giới chỉ việc khai thác riêng các ý tưởng của J.Piaget thì cũng không làm sao hết được".

#### Thuyết hoạt động
Do các nhà tâm lý học Liên Xô cũ như L.X.Vugotxki, X.L Rubinstein, A.N Leonchev cùng với nhiều nhà tâm lý của Đức, Pháp, Bungari sáng lập. Các nhà Tâm lý học hoạt động cho rằng, tâm lý là sự phản ánh hiện thực khách quan vào não. Tâm lý có cơ sở tự nhiên và cơ sở xã hội, và được hình thành trong hoạt động, giao tiếp và các mối quan hệ xã hội. Vì vậy họ kết luận, tâm lý mang tính lịch sử và bản chất xã hội, là sản phẩm của giao tiếp và hoạt động.